# 青森県道172号尻労袰部線
青森県道172号尻労袰部線（あおもりけんどう172ごう しつかりほろべせん）は、青森県下北郡東通村を通る一般県道である。

## 概要
下北半島の北東部、東通村尻労から津軽海峡側の東通村岩屋の青森県道6号むつ尻屋崎線交点に至る路線である。

### 路線データ
- 起点：下北郡東通村大字尻労[1]
- 終点：下北郡東通村大字野牛字袰部[1]

## 歴史
- 1961年（昭和36年）2月10日 - 県道に認定される[1]。

## 地理

### 交差する道路
- 青森県道248号尻労小田野沢線（下北郡東通村大字尻労）
- 青森県道6号むつ尻屋崎線（下北郡東通村大字野牛字袰部、終点）

### 沿線の施設など
- 尻労郵便局
- 下北交通 尻労車庫
- 尻労漁業協同組合
- 日鉄鉱業